# Свольно (Волынецкий сельсовет)
Свольно (бел. Сво́льна) — деревня в Верхнедвинском районе Витебской области Беларуси. Находится в 18 километрах на восток от Верхнедвинска на берегу реки Свольна. Входит в состав Волынецкого сельсовета. Расположена железнодорожная станция «Свольно» на линии Полоцк-Бигосово, между остановочным пунктом «Бениславского» и станцией «Верхнедвинск».

## История
В XVIII в. и в первой половине XIX в. принадлежала белорусским шляхтичам Черским. Так, первым доподлинно известным владельцем имения упоминается дворянин Христофор Черский (прапрадед Яна Черского). Его сын Франц Черский в 1792 г. был введён во владение имением Сволно (Шипиловщина) вместе с проживавшими там крестьянами. В начале XX в. имение уже перешло к шляхтичам Длужневским. 
Относилась к Тоболковской волости Дриссенского уезда Витебской губернии. В 1904 году насчитывала 52 жителя.
С прокладкой Риго-Орловской железной дороги на участке Полоцк-Двинск вблизи деревни была построена одноименная станция.
В советское время - в колхозе имени Калинина Верхнедвинского района Витебской области БССР. Имелся магазин.

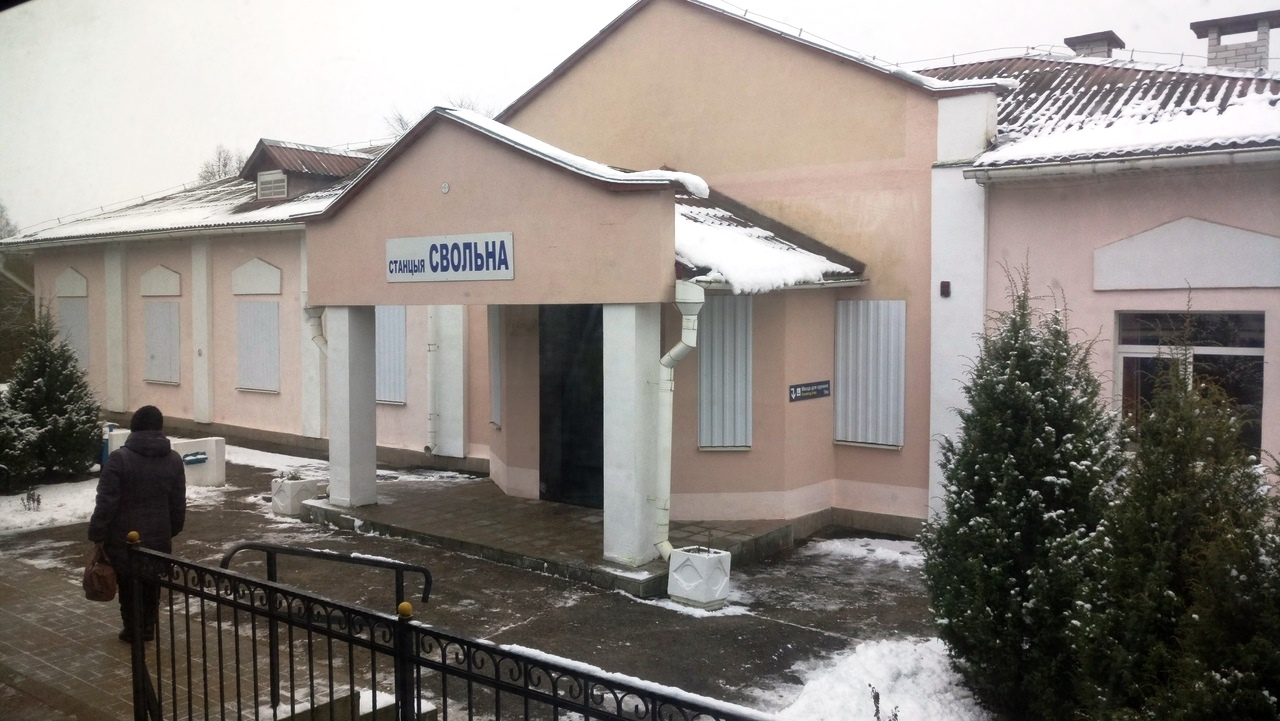
Железнодорожная станция "Свольно"

До 1970-х гг. в усадебном доме Черских функционировала Свольнянская базовая (восьмилетняя) школа. Само здание усадьбы до наших дней не сохранилось.

## Достопримечательность
- Мемориальная доска в честь И. Д. Черского на здании железнодорожной станции «Свольно», недалеко от места, где находилось родовое имение учёного и место его рождения.

## Известные уроженцы
- Черский Иван Дементьевич — географ, геолог, геоморфолог, палеонтолог, исследователь Сибири, участник Национально-освободительного восстания 1863 года.